# Washington State University

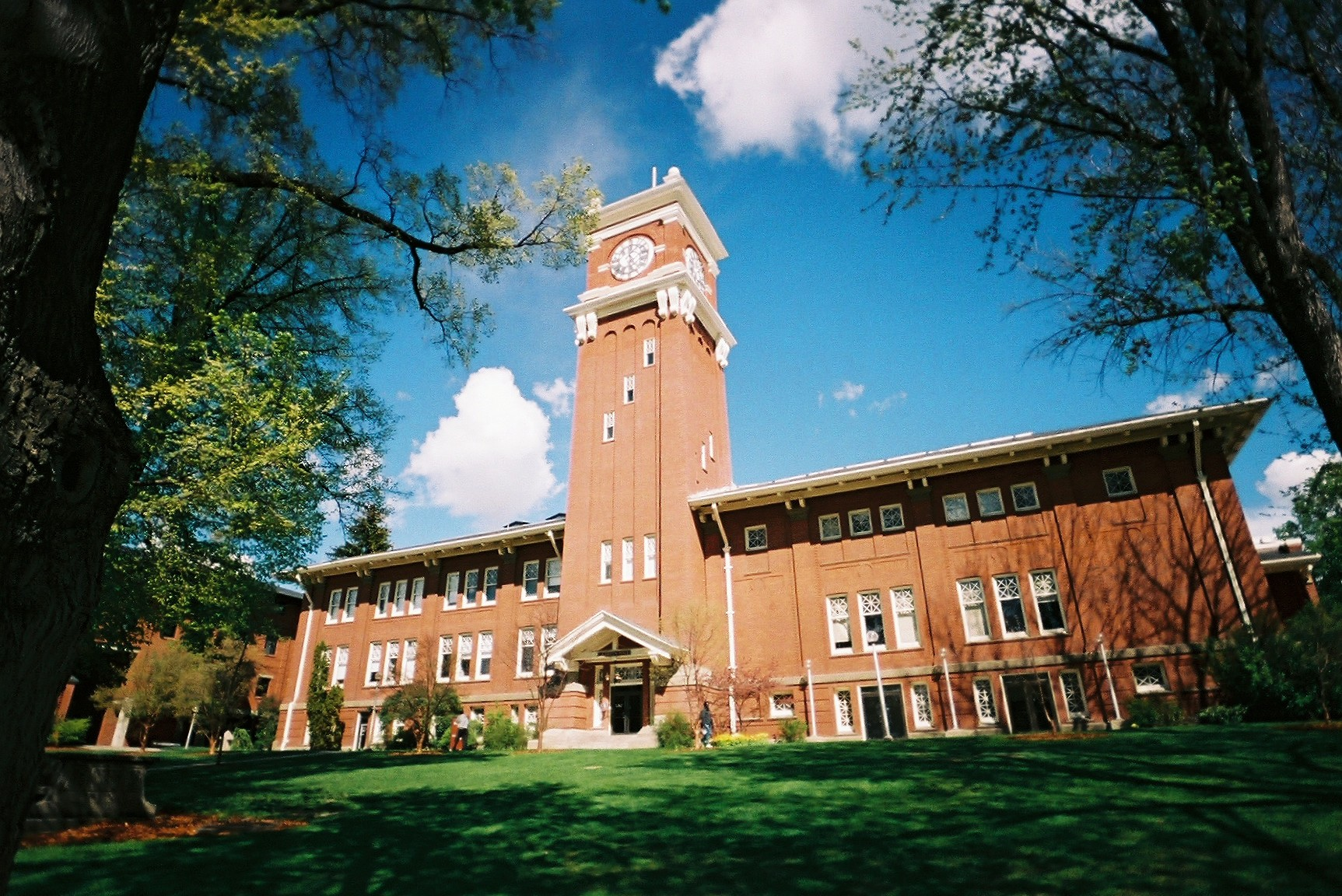
Bryan Hall

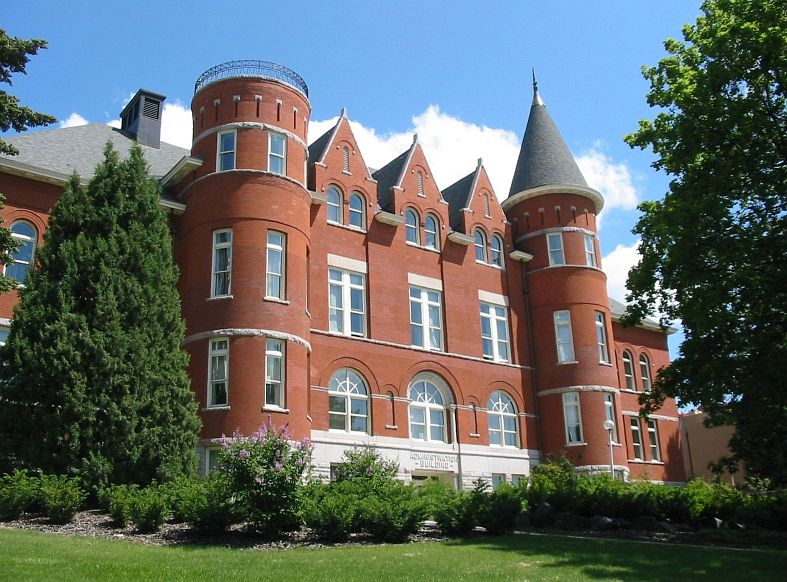
Thompson Hall

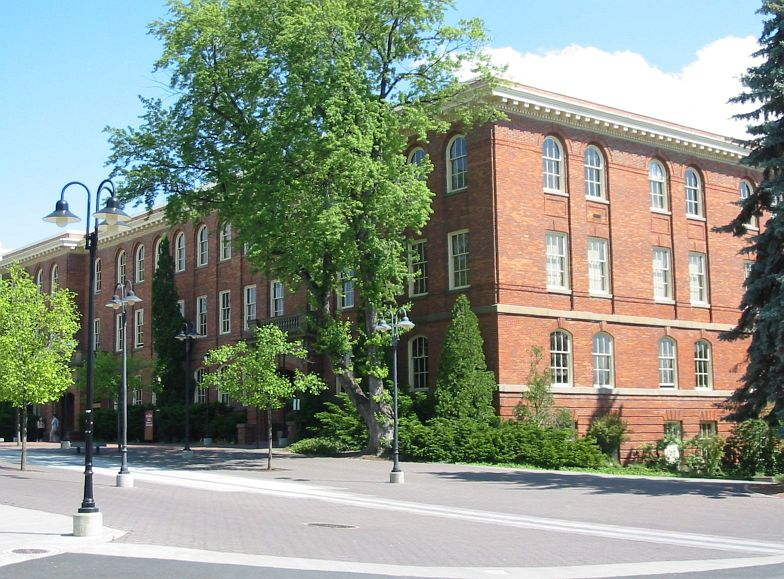
College hall

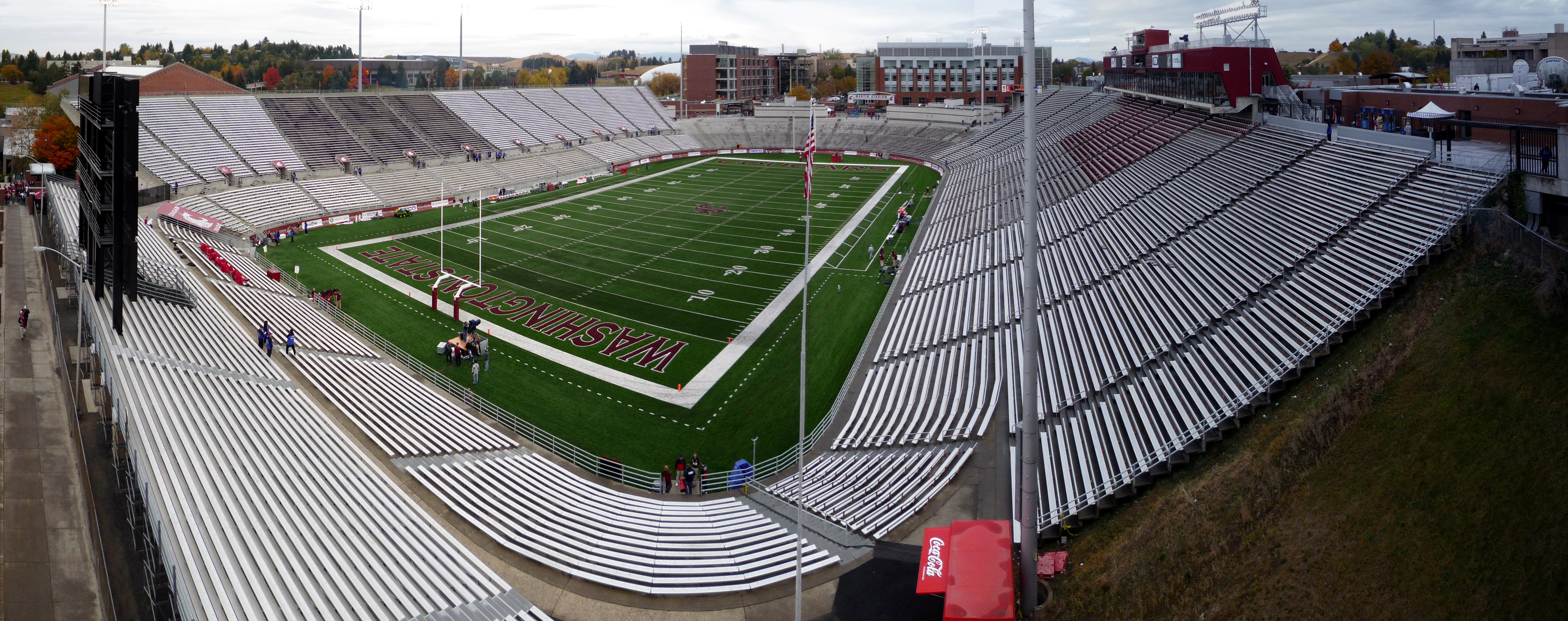
Martin Stadium, das Stadion der Universität

Die Washington State University ist eine Volluniversität mit Sitz in Pullman im US-Bundesstaat Washington. Die Universität hat 24.396 Studenten verteilt auf drei Standorte: Pullman, Vancouver und Richland. Die Mehrheit der Studenten studieren auf dem Campus in Pullman. Die Universität hat einen besonders guten Ruf in den Bereichen Pharmazie, Veterinärwissenschaften, Ingenieurwesen und Kommunikationswissenschaften.

## Geschichte
Die Universität wurde 1890 gegründet und 1892 zunächst unter dem Namen Washington Agricultural College and School of Science eröffnet, meist kurz Washington State College. Den heutigen Namen erhielt sie 1959. Der Universität wurden 769 km² zur Forschung besonders in der Landwirtschaft übergeben.
Die Universität kam einem Aufruf von Lehrkräften der Universität Bremen nach und kooperiert mit der kurdischen Universität Rojava.

## Studienangebot
Das Studienangebot umfasst unter anderem
- Geisteswissenschaften
- Ingenieurwissenschaften und Architektur
- Landwirtschaft, Human und natürliche Ressourcen
- Naturwissenschaften
- Pädagogik
- Pharmazie
- Tiermedizin
- Wirtschaftswissenschaften
- Honors College

## Sport
Die WSU ist Mitglied der Pacific-12 Conference. Das Sportteam der Universität sind die Washington State Cougars.

## Persönlichkeiten
Professoren
- Grover Krantz (1931–2002) – Professor für Anthropologie
- Martin Pall – Professor für Biochemie und medizinische Grundlagenwissenschaften
- Milton Rokeach (1918–1988) – Professor für Sozialpsychologie

Absolventen
- Paul Allen (1953–2018) – Co-Gründer von Microsoft (Nach zwei Jahren ohne Abschluss abgegangen)
- Turk Edwards (1907–1973) – Sportler (American Football)
- Mel Hein (1909–1992) – Sportler (American Football)
- Bernard Lagat (* 1974) – kenianischer Leichtathlet
- Keith Millard (* 1962) – Sportler (American Football)
- Gardner Minshew (* 1996) – Sportler (American Football)
- Taylor Rochestie (* 1985) – Sportler (Basketball)
- Mark Rypien (* 1962) – Sportler (American Football)
- Allison Scurich (* 1986) – Sportlerin (Fußballspielerin)
- Klay Thompson (* 1990) – Sportler (Basketball)
- Robbie Tobeck (* 1970) – Sportler (American Football)